# Kathryn Bertine
Kathryn Bertine (Bronxville (New York), 11 mei 1975) is een wielrenster die uitkomt voor Saint Kitts en Nevis. Voor dit land nam ze vanaf 2008 acht keer deel aan de Wereldkampioenschappen wielrennen, maar wist geen enkele keer de finish te halen. Ze reed zes keer de tijdrit en behaalde tijdens het WK 2015 in Richmond haar hoogste notering: ze werd 34e.
Tot haar 23e deed Bertine aan kunstschaatsen. Tijdens haar studie deed ze ook aan veldlopen, roeien en triatlon. In 2006 kreeg ze de kans om zich te kwalificeren voor de Olympische Zomerspelen 2008 in Peking in een sport naar keuze. Ze koos voor wielrennen en naast haar Amerikaanse nationaliteit, kreeg ze ook die van de Caribische eilandenstaat Saint Kitts en Nevis. Ze wist zich niet te plaatsen en ook de poging om zich vier jaar later te kwalificeren voor de Olympische Zomerspelen 2012 in Londen mislukte.
Bertine werd tussen 2009 en 2011 driemaal nationaal kampioen op de weg en driemaal in het tijdrijden. In 2014 reed ze voor het Britse team Wiggle Honda. Namens deze ploeg deed ze mee aan La Course by Le Tour de France, waarvan zij mede-initiatiefneemster was, samen met o.a. Marianne Vos, die de wedstrijd won. Na een jaar bij BMW p/b Happy Tooth Dental, sloot ze in 2016 haar carrière af bij de ploeg Cylance Pro Cycling.

## Belangrijkste overwinningen
2009
- Nationaal kampioen op de weg
- Nationaal kampioen tijdrijden

2010
- Nationaal kampioen op de weg
- Nationaal kampioen tijdrijden
- Flapjack Flats tijdrit

2011
- Nationaal kampioen op de weg
- Nationaal kampioen tijdrijden

2013
- Caribisch kampioen tijdrijden